# Qatar Foundation
La Qatar Foundation for Education, Science and Community Development (in arabo مؤسسة قطر‎?, Muʾassasat Qaṭar), nota come Qatar Foundation (acronimo QF), è un'organizzazione qatariota non a scopo di lucro, fondata nel 1995 dall'emiro Hamad bin Khalifa al-Thani e dalla sua seconda moglie Mozah bint Nasser al-Missned, che ne è la presidentessa. Oltre a erogare finanziamenti privati, gode del supporto e del sostegno economico del governo del Qatar.
Lo scopo della Qatar Foundation è lo sviluppo economico, sociale e culturale del paese asiatico, nonché la sua affermazione come leader nei settori dell'istruzione, della scienza e dello sviluppo comunitario su scala regionale e globale. A tale scopo ha stabilito delle 
joint venture nei campi della progettazione, delle tecnologie dell'informazione e della comunicazione, degli studi politici e nella gestione degli eventi. Ha finanziato e seguito la progettazione e la costruzione dell'Education City, grande complesso universitario con sede a Doha.
È stato il primo sponsor della squadra di calcio del Barcellona nel 2011.